# It's My Life (Joe Galullo)
It's My Life è il primo album della Joe Galullo and the Blues Messengers pubblicato nel 1986 dalla Coast to Coast di Ermanno Costa.

## Tracce
Lato A
1. Same Old Story Blues
2. I'm So Down
3. Get Out of my Head
4. Black Day

Lato B
1. Sweet Pretty Boy
2. Starry Night
3. Bring It on Home to Me